# Bridge of Time
Bridge of Time este un film americano-canadian de televiziune din 1997 regizat de Jorge Montesi. Scenariul este scris de Drew Hunter și Christopher Canaan. Este creat în genurile SF, de aventură.
În rolurile principale joacă actorii Susan Dey, Nigel Havers și Josette Simon.
Trei călători scapă dintr-un accident de avion și descoperă un oraș pierdut în care comunitatea este dedicată salvării umanității și a marilor opere ale civilizației.

## Distribuție
- Susan Dey ca Madeline Armstrong
- Cotter Smith ca Robert Creighto
- Nigel Havers ca Halek
- Cicely Tyson ca Guardian
- Robert Whitehead ca Maxwell Spring

## Producție
Filmările au fost realizate în totalitate în Africa de Sud. Este produs de Hallmark Entertainment și RHI Entertainment.